# Quốc thiều
Quốc thiều là phần nhạc của một bài quốc ca, hay có thể hiểu là một bài quốc ca không có lời. Quốc thiều thường được sử dụng để mở đầu các buổi nghi lễ của các cơ quan nhà nước; lễ kéo cờ ở các công sở, trường học; lễ đón nhận các nguyên thủ quốc gia nước khác đến thăm chính thức nước sở tại. 

## Khái quát một số quốc thiều

### Việt Nam
Quốc thiều đầu tiên được ghi nhận của Việt Nam là bài Đăng đàn cung, được sử dụng từ thời Gia Long đến suốt thời nhà Nguyễn. Hiện tại vẫn chưa rõ tác giả. Tuy nhiên, Đăng đàn cung chỉ tấu dụng riêng cho hoàng đế trong những dịp đặc biệt, vì vậy chỉ được xem là quốc thiều không chính thức. Mãi đến năm 1932, phần lời dành cho quốc thiều được hoàng thân Ưng Thiều soạn ra và Đăng đàn cung được sử dụng như một quốc ca không chính thức. Khi Đế quốc Việt Nam thành lập, Chính phủ Trần Trọng Kim vẫn tiếp tục sử dụng bài Đăng đàn cung làm quốc thiều và có ý định soạn lời mới để thành quốc ca chính thức nhưng chưa kịp thực hiện thì chính phủ đã sụp đổ. Ngày nay, bài Đăng đàn cung chỉ còn sử dụng như một bài diễn tấu âm nhạc truyền thống.
Ngay khi vừa thành lập, chính phủ lâm thời Việt Nam Dân chủ Cộng hòa đã chọn bài Tiến quân ca, do nhạc sĩ Văn Cao sáng tác, làm quốc ca. Nhà nước Cộng hòa Xã hội chủ nghĩa Việt Nam kế tục vẫn tiếp tục sử dụng bài Tiến quân ca làm quốc ca. Do đó, phần nhạc được sử dụng làm quốc thiều từ năm 1945 cho đến tận ngày nay.
Năm 1948, chính phủ lâm thời Quốc gia Việt Nam chọn phần nhạc của bài La Marche des Étudiants do Lưu Hữu Phước sáng tác, làm quốc thiều. Phần lời cũng dựa hầu như hoàn toàn phần lời Việt "Tiếng gọi thanh niên" do nhóm Hoàng Mai Lưu hợp soạn nhưng có sửa đổi đôi chút để thành quốc ca chính thức với tên gọi Tiếng gọi công dân. Chính thể Việt Nam Cộng hòa kế tục vẫn tiếp tục sử dụng bài Tiếng gọi công dân làm quốc ca cho đến khi sụp đổ vào năm 1975.
Năm 1965, nhạc sĩ Lưu Hữu Phước sáng tác ca khúc Giải phóng miền Nam và được Mặt trận Dân tộc Giải phóng miền Nam Việt Nam sử dụng làm nhạc hiệu. Năm 1969, Chính phủ Cách mạng lâm thời Cộng hòa Miền Nam Việt Nam được thành lập, bài Giải phóng miền Nam được sử dụng làm quốc ca lâm thời cho đến khi Việt Nam thống nhất vào năm 1976.

### Các nước khác
Quốc ca của các nước như Tây Ban Nha, Bosna—Hercegovina và San Marino cũng là quốc thiều của các quốc gia đó.